# Пансіонат «Дружба»
Пансіонат «Дружба» (крим. Dostluq pansionatı) — пансіонат в Курпатах, Автономна Республіка Крим, Україна. На сьогодні — корпус «Дружба» санаторія «Курпати».
Спроєктований колективом архітекторів інституту «Курортпроект».
За роки після відкриття «Дружби» будівля не піддавалася будь-яким впливам з боку людини, почасти тому, що немає стін, які можна перенести або перебудувати: всі вони конструктивно включені в роботу.
Займає 46-у позицію в списку з 50 найбільш дивних і фантастичних будівель світу.

## Конструкторський колектив
Архітектори: Ігор Олександрович Василевський, Юрій Федорович Стефанчук, В. В. Дивнов, Л. Г. Кеслер.
Інженери, конструктори: Нодар Вахтангович Канчелі, Б. Г. Гур'євич, Є. Н. Владимиров, Є. С. Рузяков, Є. В. Кім, Віктор Ілліч Мальц, Володимир Федорович Гансгорьє, Є. Н. Федорова.

## Опис
Конструкція середньої, п'ятиповерхової частини вирішена у вигляді кільцевої стільникової несучої системи, що включає всі елементи в конструктивну роботу. Діаметр двохчастного кільця, що складається з 400 житлових номерів, — 76 метрів. Воно не стоїть на опорах, а, торкаючись, як би ковзає по ним, створюючи ілюзію паріння. Його несучі елементи — диски перекриттів товщиною 15 сантиметрів, а також радіальні та кільцеві стіни товщиною 15 і 30 сантиметрів відповідно.
Приймально-вестибюльна група з основним входом розміщена на рівні експлуатованої покрівлі спального блоку. На відкритій терасі — зона рекреації, що компенсує відсутність прогулянкової зони. Також у верхній частині будівлі знаходиться трьохчастинний консольний ресторан. Ігор Василевський так описував проникнення в будівлю: «при 56-метровому перепаді від верхньої під'їзної дороги до пляжу іншого під'їзду і підходу немає. Увійти в об'єкт можна тільки через дах, що і було зроблено. Ви виходите з накритого заскленого переходу на верхню терасу з захоплюючим розкриттям на морський горизонт…»2
Готельні номери винесені на зовнішній кільцевий контур з розкриттям на морі. Завдяки зубчастій формі майже з кожного номера відкривається шматочок моря і при цьому не видно сусідів.
Основа об'єкта — атріум-кристал, де зосереджені громадські приміщення: кіноконцертний зал з фоє, кафе, танцювальні майданчики, більярдна. Все це спирається на «краплю» морської води — чашу басейну, підвішену торкаючись до трьох опор. Його можна побачити крізь скляний трикутник у підлозі. А сам цей трикутник-світломузичний фонтан. Сонячне світло в атріум потрапляє через скляний купол в даху. Так як в першу чергу цей простір було створено для відпочинку у вечірній час, то важливу роль відіграє й електричне світло, що надходить з незвичайних світильників.
Всі приміщення пансіонату діляться на два типи: орієнтовані назовні й вдень освітлені сонцем (житлові номери, басейн, їдальня, вестибюль) і ті, що працюють у вечірній час (культурно-масові та інші громадські приміщення).
Між житловим кільцем і заскленим атріумом знаходяться відкриті двори, що підкреслюють виразну багаточастинну композицію. Велика кількість світла і скла «розсовує» простір.
Революційно та екологічно в масштабі всієї споруди вирішена проблема кондиціонування, опалення та гарячого водопостачання. Для цих цілей використовується теплова енергія моря. Працює такий тепловий насос подібно холодильникам у нас вдома: забирає тепло у «холодних продуктів» (Чорного моря) і передає його в приміщення. Система не забруднює навколишнє середовище шкідливими викидами, як котельні: зберігається баланс з природою. Вона була створена спільно з фахівцями «ВНДПІенергопром».
В інших здравницях морська вода проточних басейнів вимагає багато тепла (25-30 % від усього обсягу споживання), а після використання скидається назад в море. Врахування цього факту, а також вимог з охорони навколишнього середовища дозволив створити теплонасосну станцію, яка забезпечила пансіонат необхідним теплом, утилізувала тепло стічних вод і вписалася в навколишній ландшафт.
Конічна оболонка чаші басейну діаметром 25 метрів з'єднана з плоским диском покриття сталевою фермою. Її нижній пояс поєднаний з контуром оболонки. Система підвішена до несучих опор в нижній частині будівлі за три верхніх вузла ферми.

## Історія
У 1980 році керівниками профспілок СРСР та Чехословаччини було ухвалено рішення про спільне будівництво пансіонату «Дружба» у Криму для трудящих двох країн. Під будівництво пансіонату було виділено складну ділянку з 40-градусним ухилом між дорогою та унікальним Золотим пляжем. Місце під будівництво було з розломом земної кори та наявністю зсуву, а також характеризувалося сейсмічності в 9 балів. Було запропоновано стійку конструкцію на трьох баштових опорах, які передавали навантаження від будівлі скелі.
Курортна архітектура завжди була територією свободи для радянських архітекторів. Санаторії виконували функцію «раю на землі» — місця, куди прагнули потрапити всі трудящі. Тому навіть в епоху боротьби з надмірностями відомства не скупилися на будівництво палаців відпочинку для своїх працівників, і курортне будівництво дозволяло архітекторам значно відхилятися від загальної лінії. Так, в 1980 керівники профспілок СРСР і Чехословаччини прийняли рішення про спільне будівництво пансіонату «Дружба» в Криму для трудящих двох країн. Чехам хотілося, щоб пансіонат був розташований в місці, де пройшла їх романтична юність — на Золотому пляжі. Але в ті роки узбережжя вже було забудовано, залишався лише вузький шматок території з 40-градусним ухилом між дорогою і морем.
Майданчик для будівництва виявився дуже невдалим. Крім зсувів, тут виявився тектонічний розлом і 8-бальна сейсмічна активність. Але після досягнення домовленостей у верхах архітекторів «Курортпроекту» лише повідомили про вибір місця і дали вказівку приступати до розробки проєкту. Будувати звичайним способом тут, звичайно ж, було не можна. Архітектор Ігор Василевський та інженер Нодар Канчелі вирішили використовувати систему, в якій будівля мінімально торкається скошеного рельєфу. Ось як Василевський описує вибір шляху: «потрібно було вибрати найбільш стійку систему. Нею виявився „табурет“ на трьох ногах, де всі опори рівномірно навантажені. Це і було покладено в основу споруди. Все, що є в об'єкті — перекриття, поперечні, поздовжні стіни, — все включено в роботу. Конструктивне рішення, де немає несучих і несомих елементів, — геніальне».
Таким чином, все навантаження від будівлі — кільцеподібного моноблока — збиралося і передавалося на скелю за допомогою трьох баштових опор з діаметром 9 метрів і товщиною стін від 80 до 20 см, з'єднаних розпірками на рівні фундаменту і житлової частини. Площа опори на грунт при цьому мінімальна.
По суті, в архітектора є два шляхи взаємодії споруди з навколишньою природою. Перший — співмасштабне оточенню, зелені та людині включення об'єкта в ландшафт. Другий — спроба фізично зберегти природне середовище, відірвавши об'єкт від поверхні землі (в даному випадку — зберігши схил з рослинністю). Другий варіант характерний для споруд в місцях зі складними геологічними умовами й рельєфом. Звідси така незвичайна форма «Дружби», що нагадує літаючу тарілку.
У 2000 році пансіонат був оснащений сучасною медичною базою і перетворений на санаторій.

## Галерея

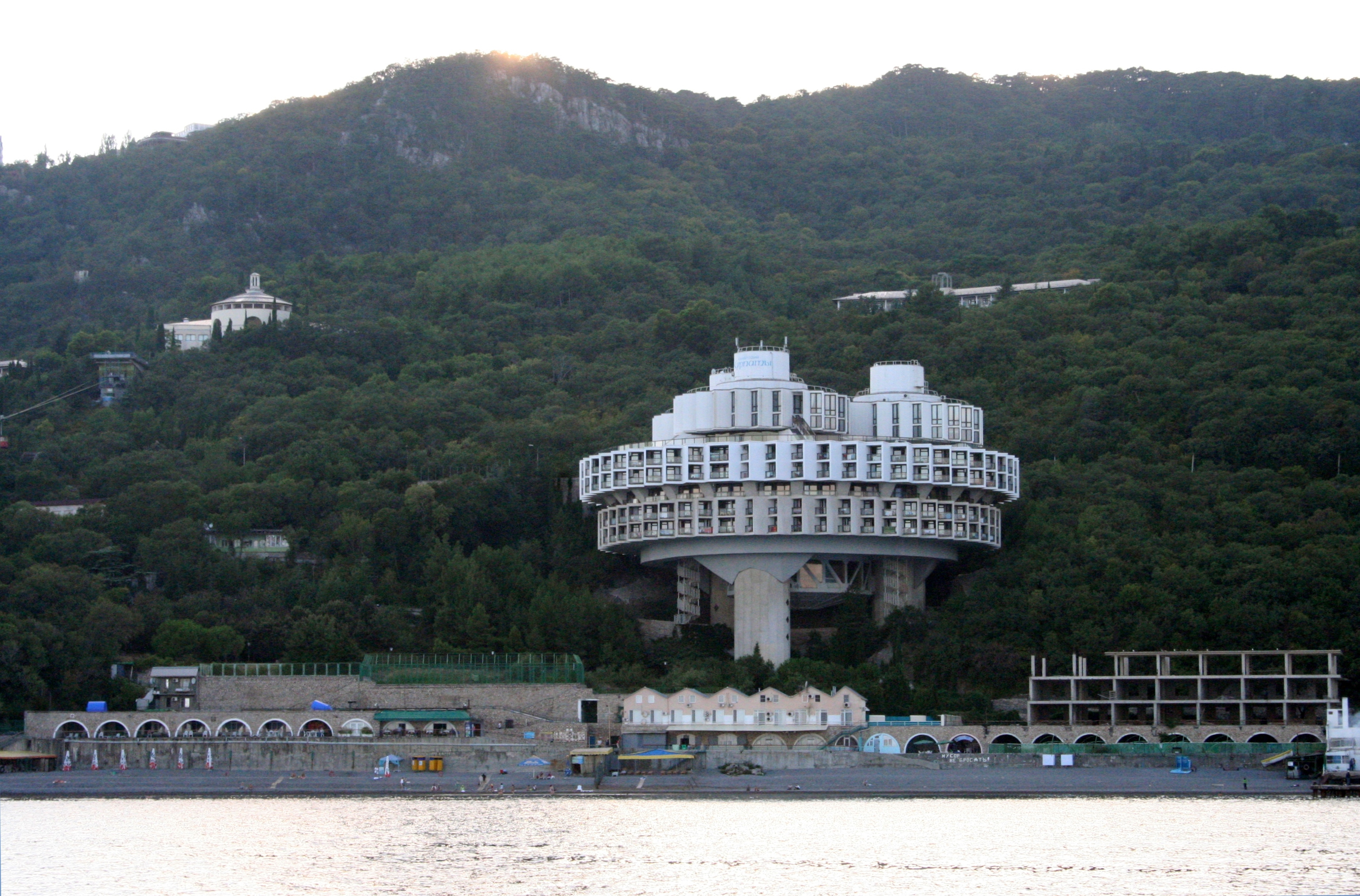
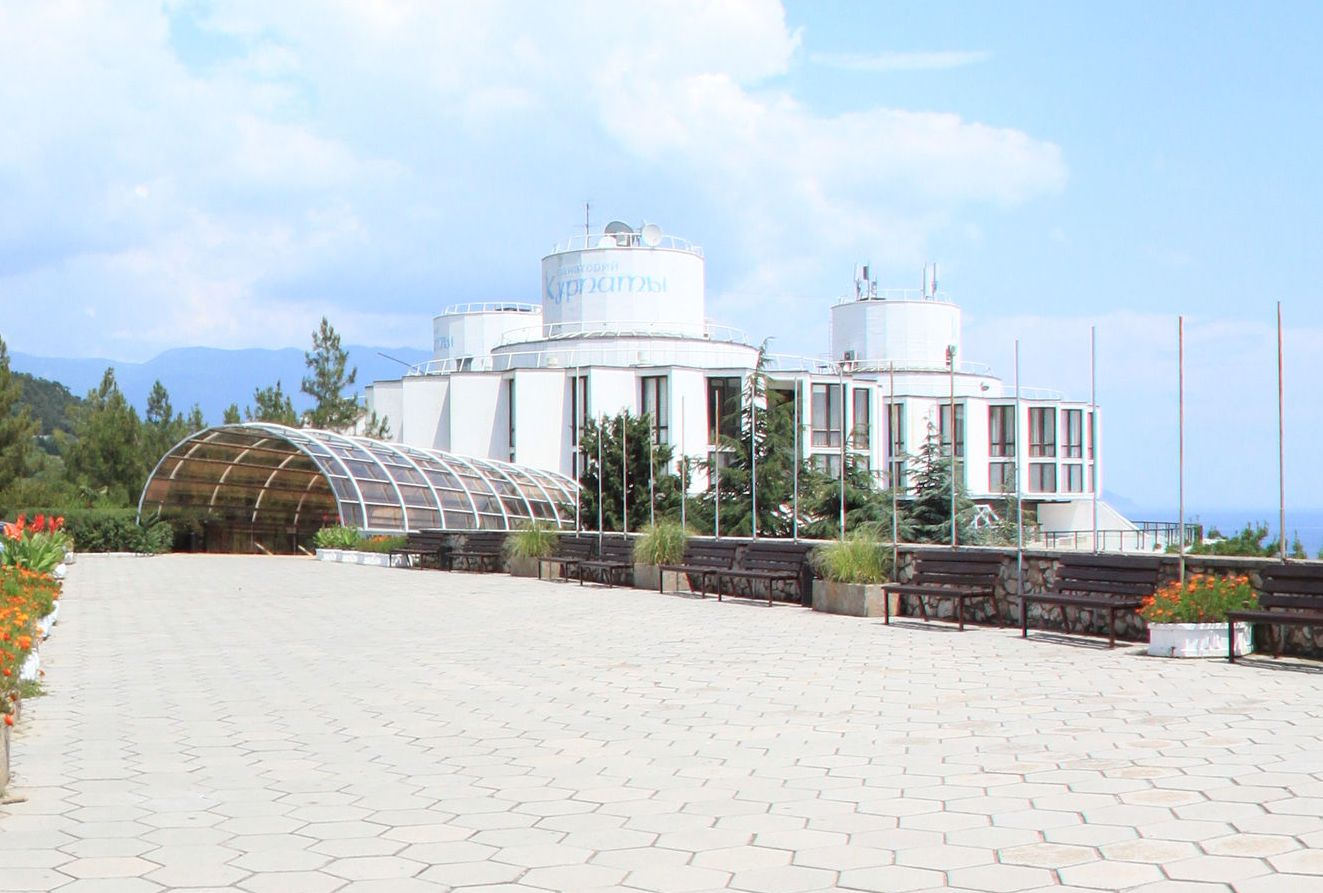
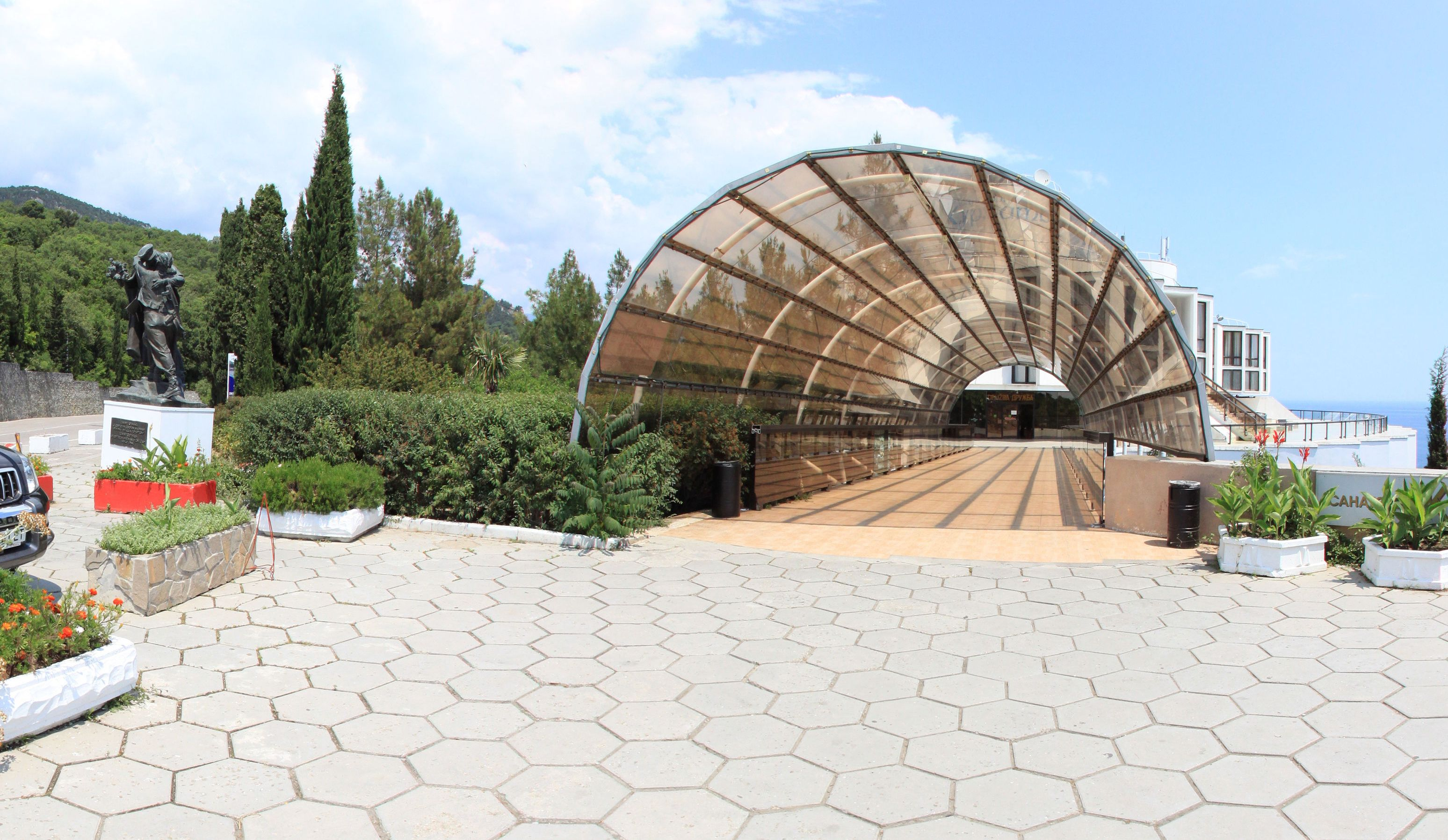
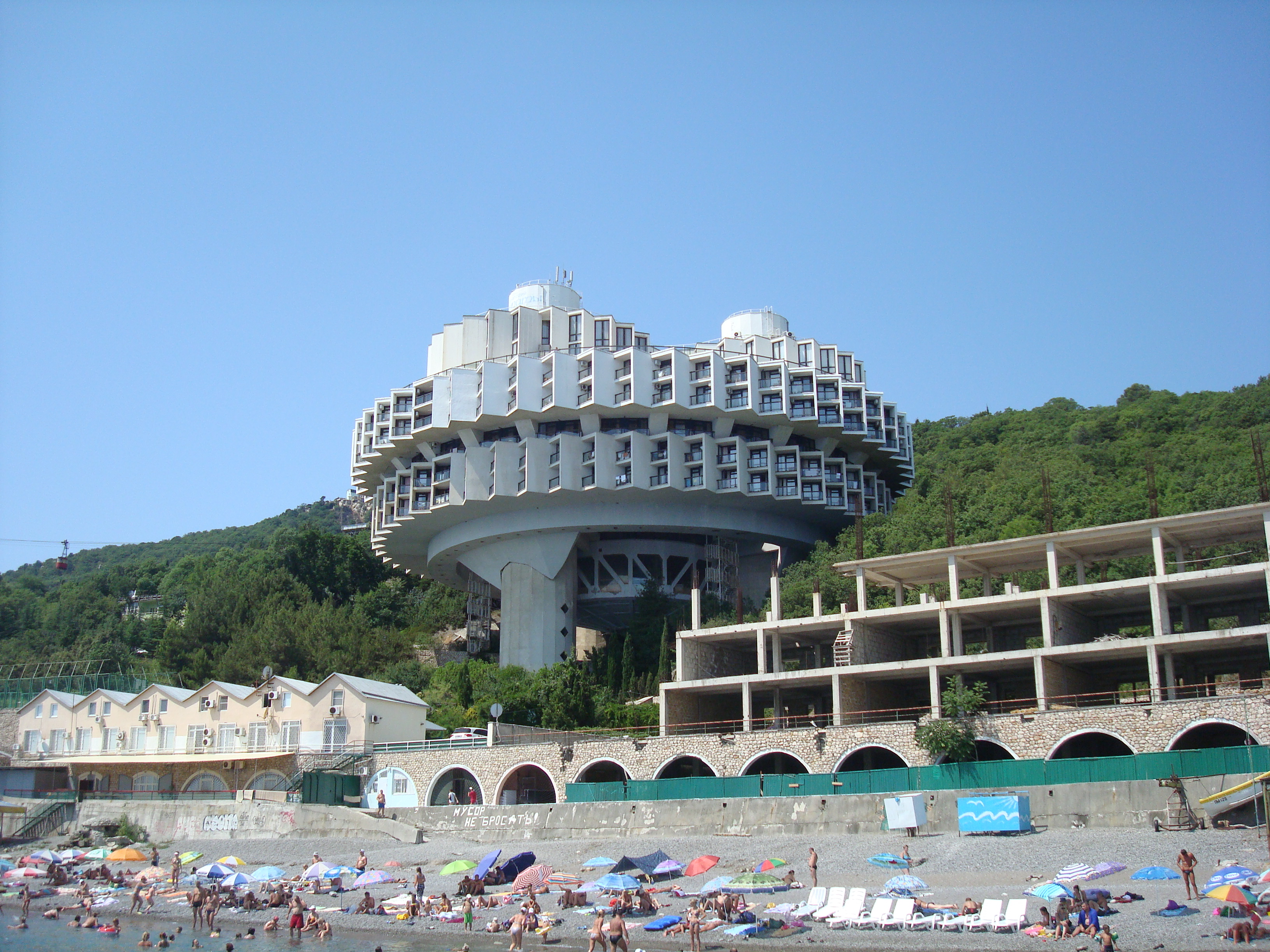
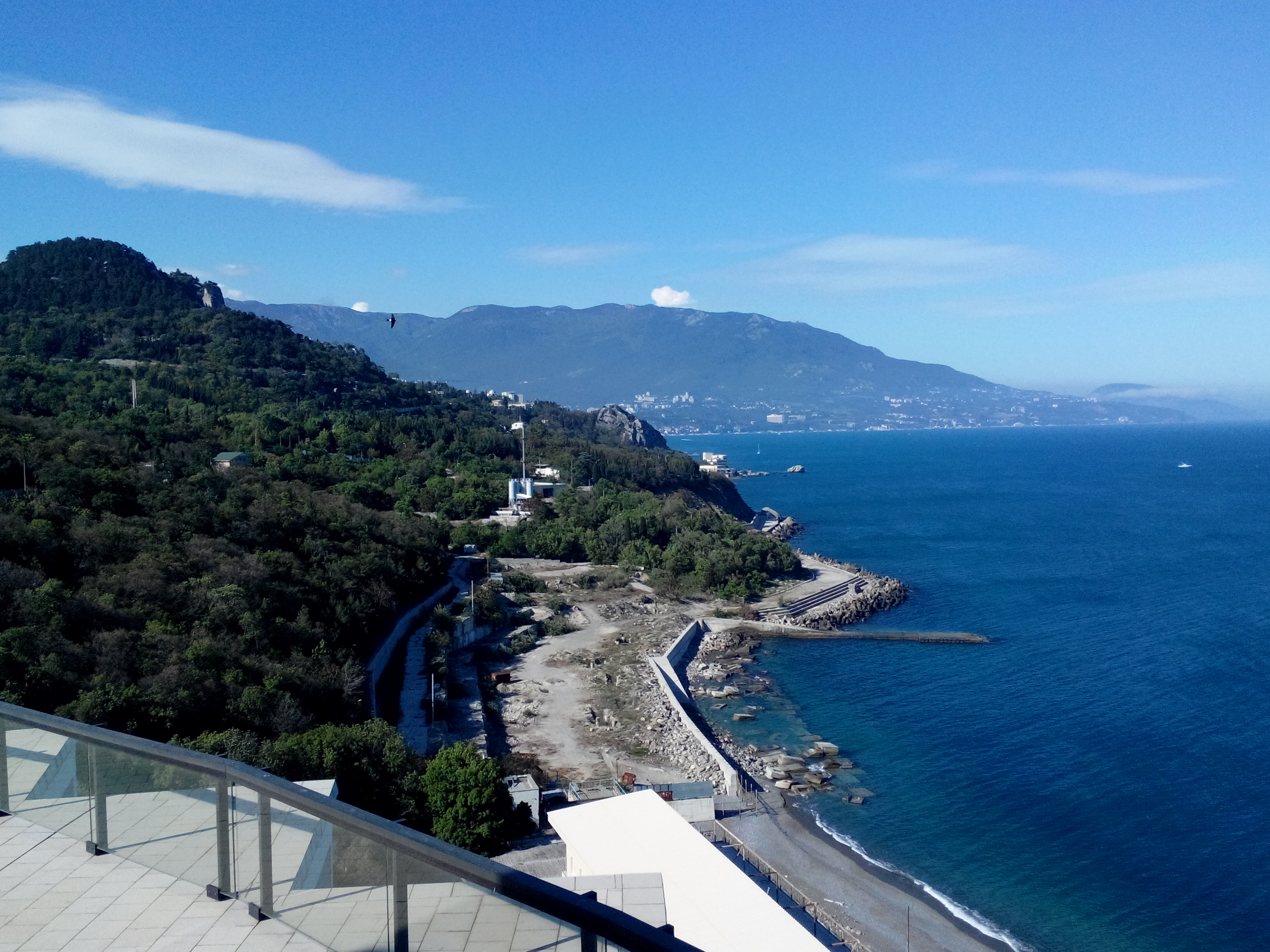
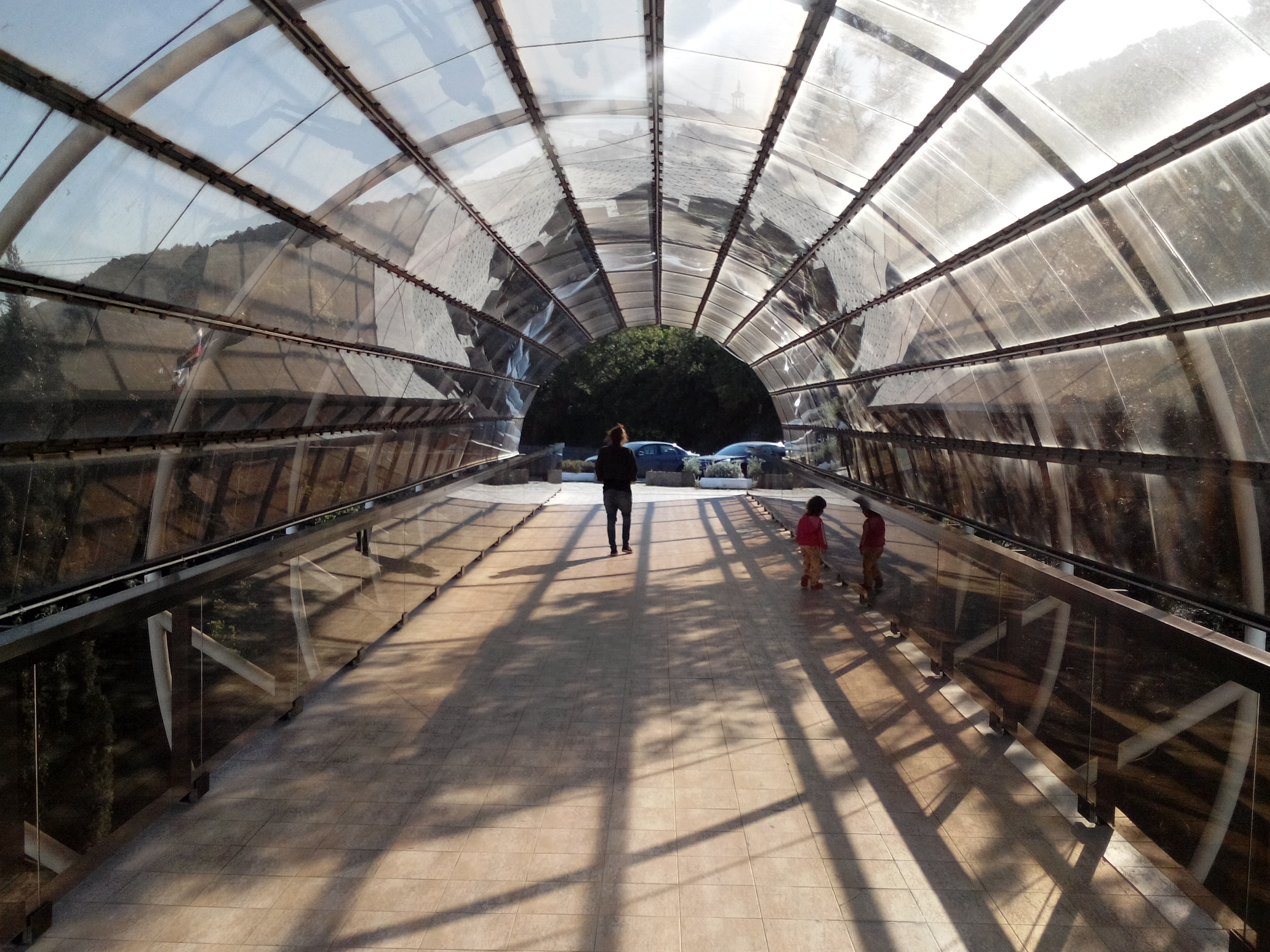
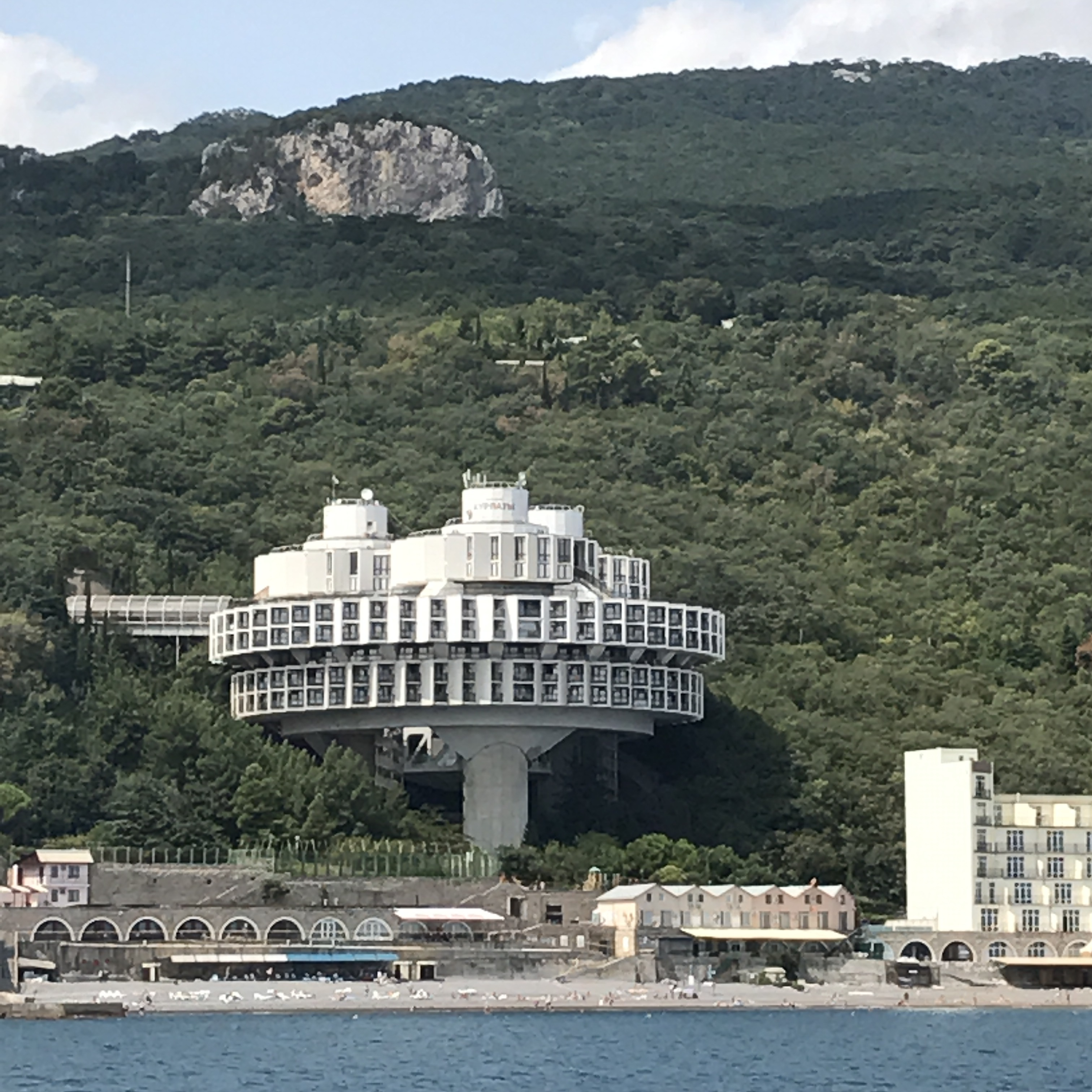
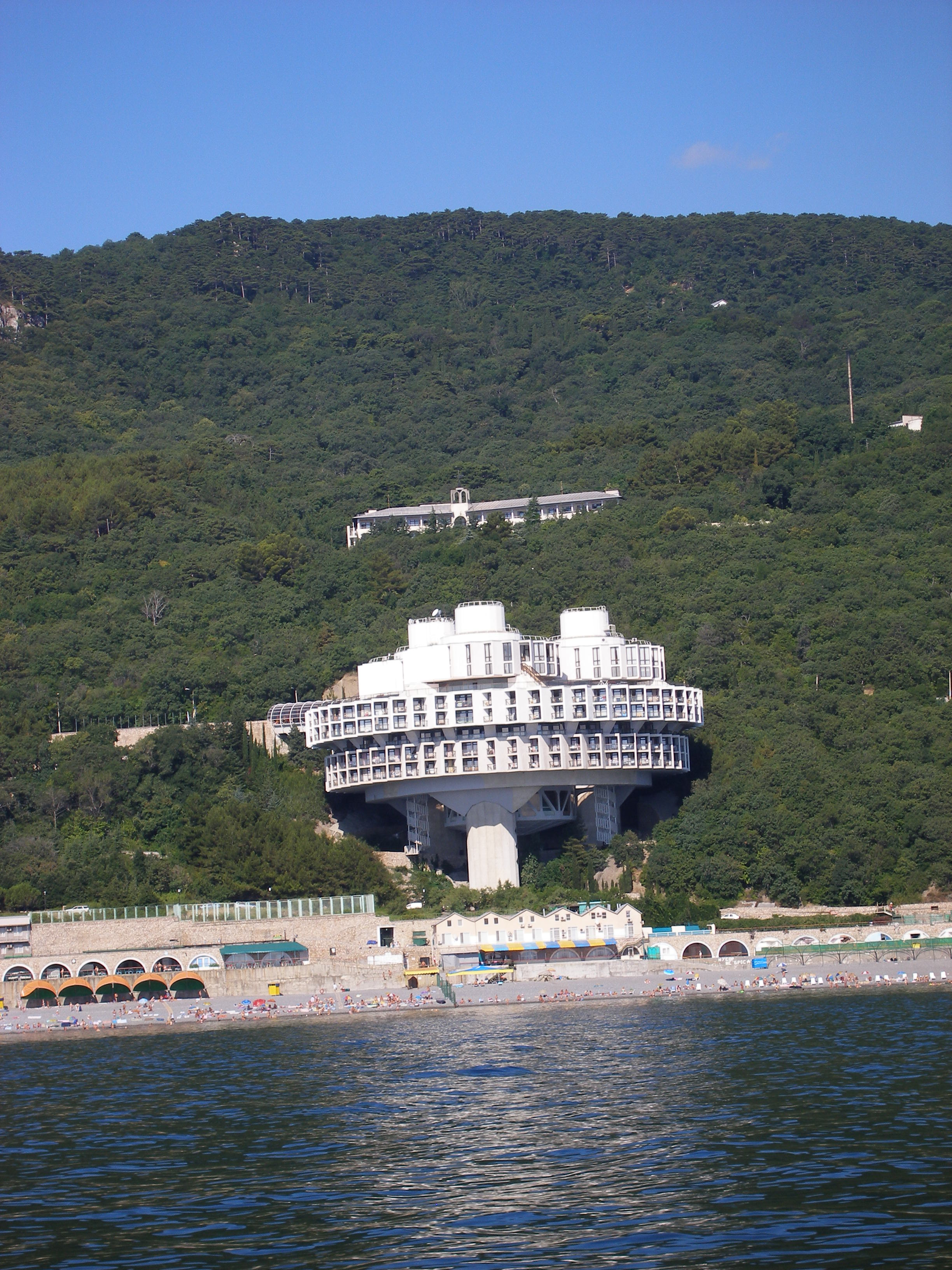
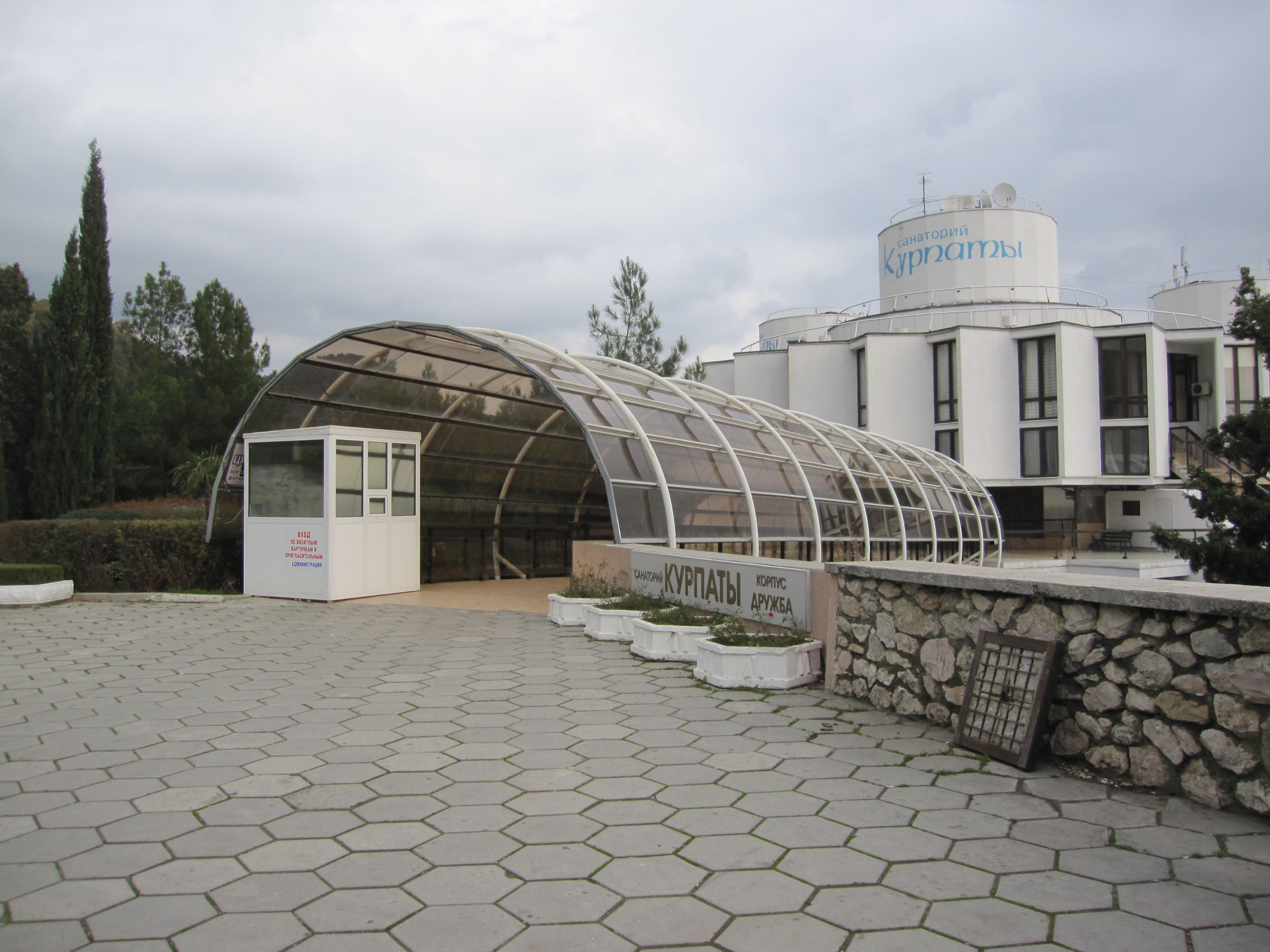
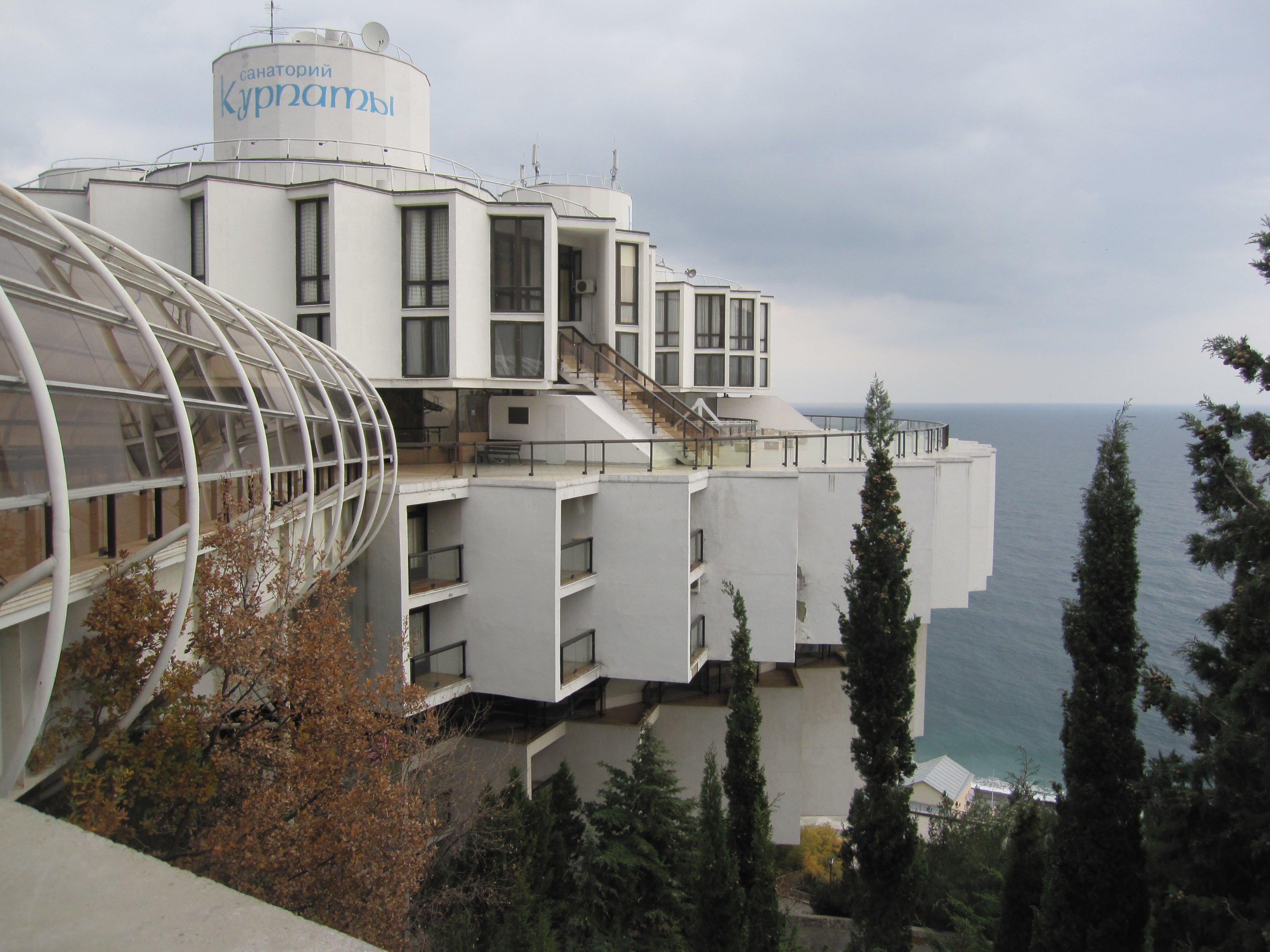
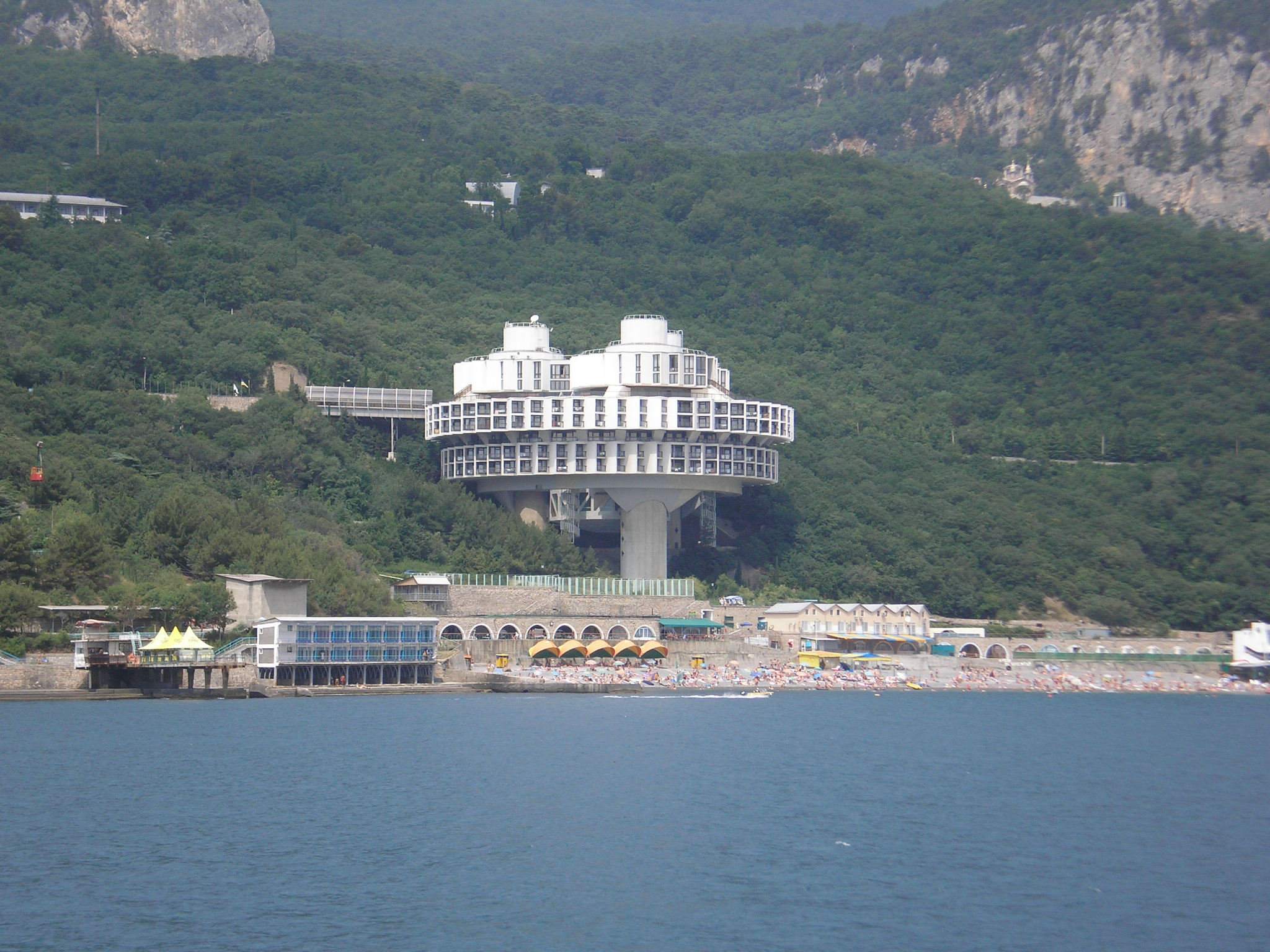
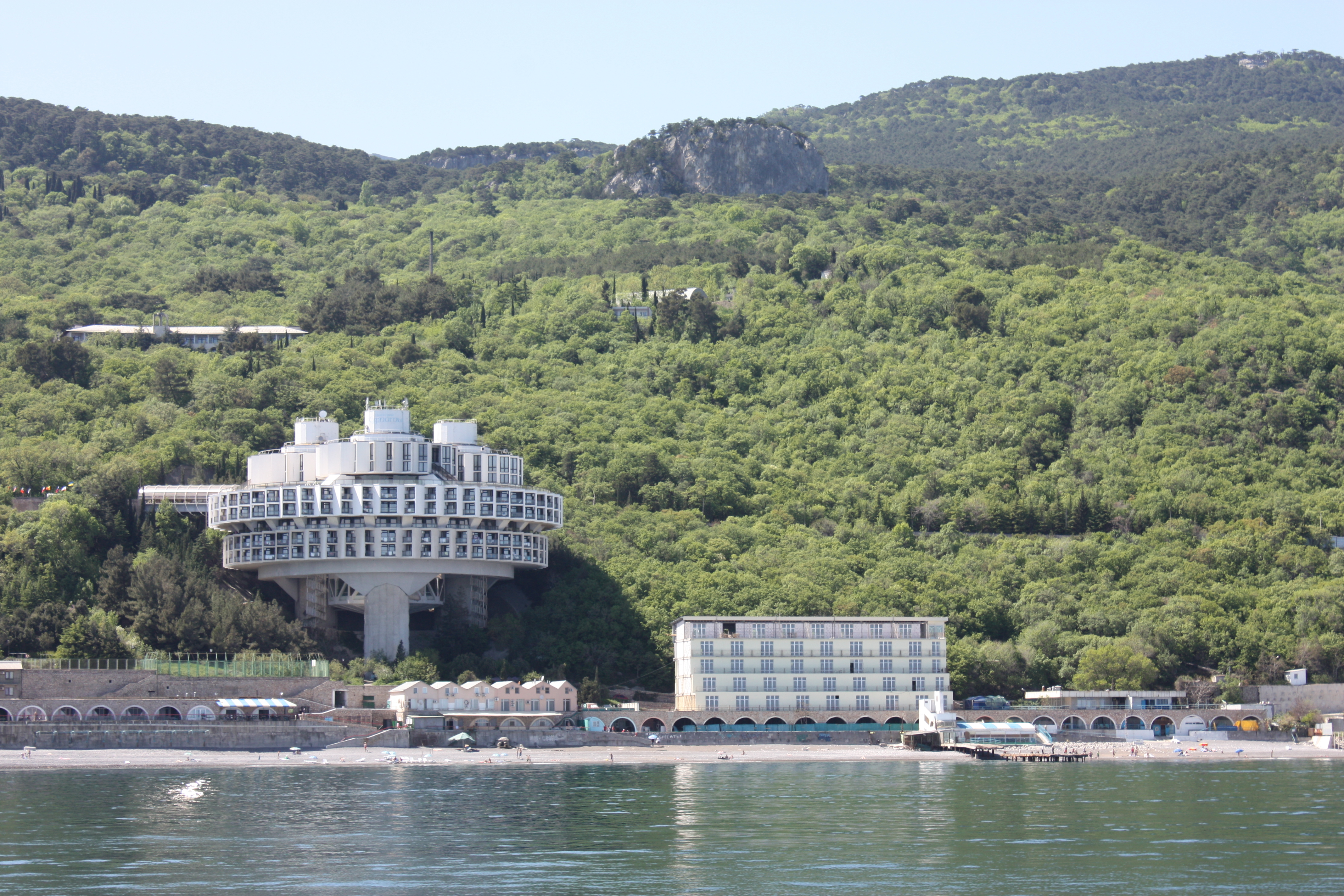
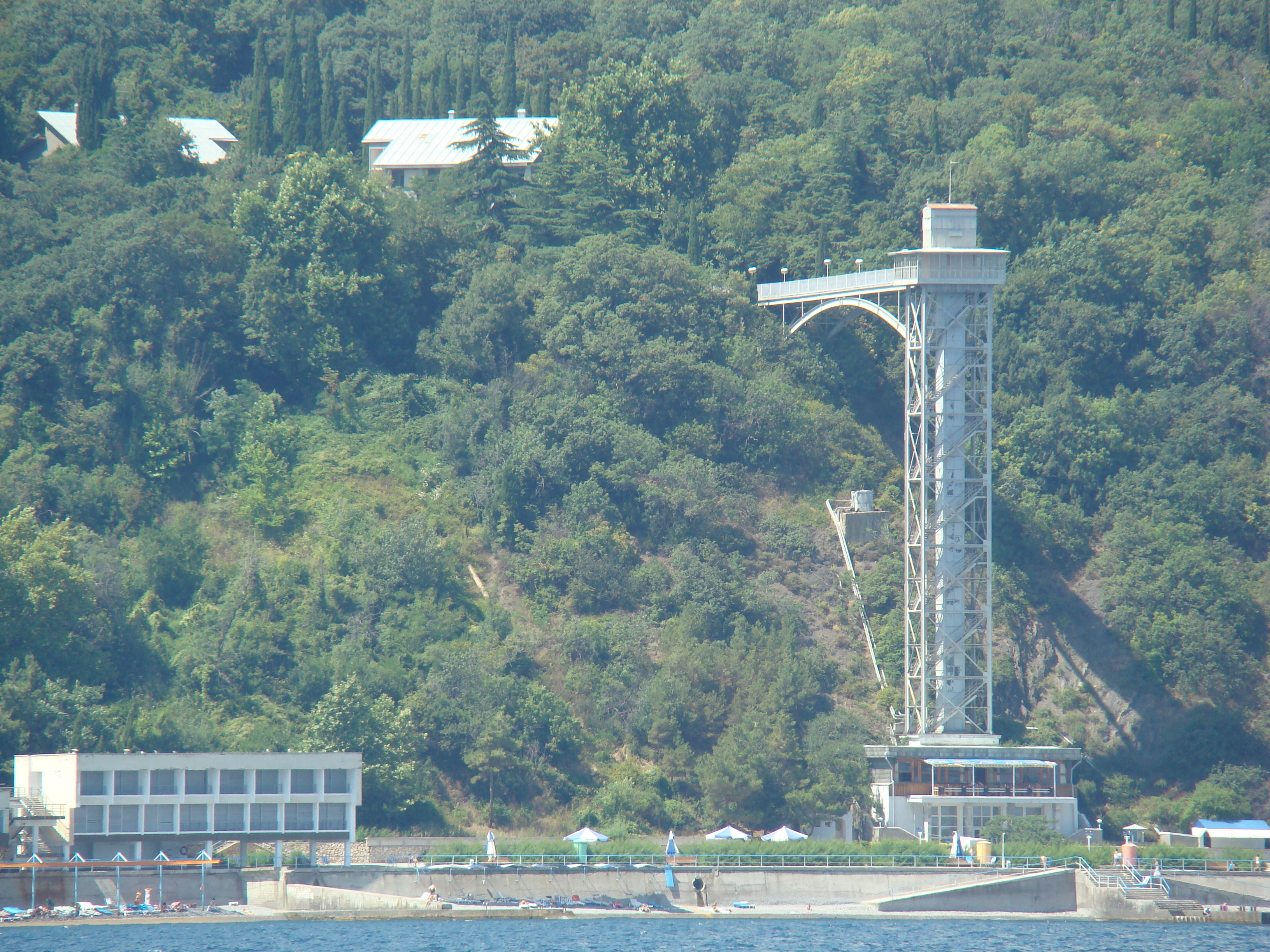
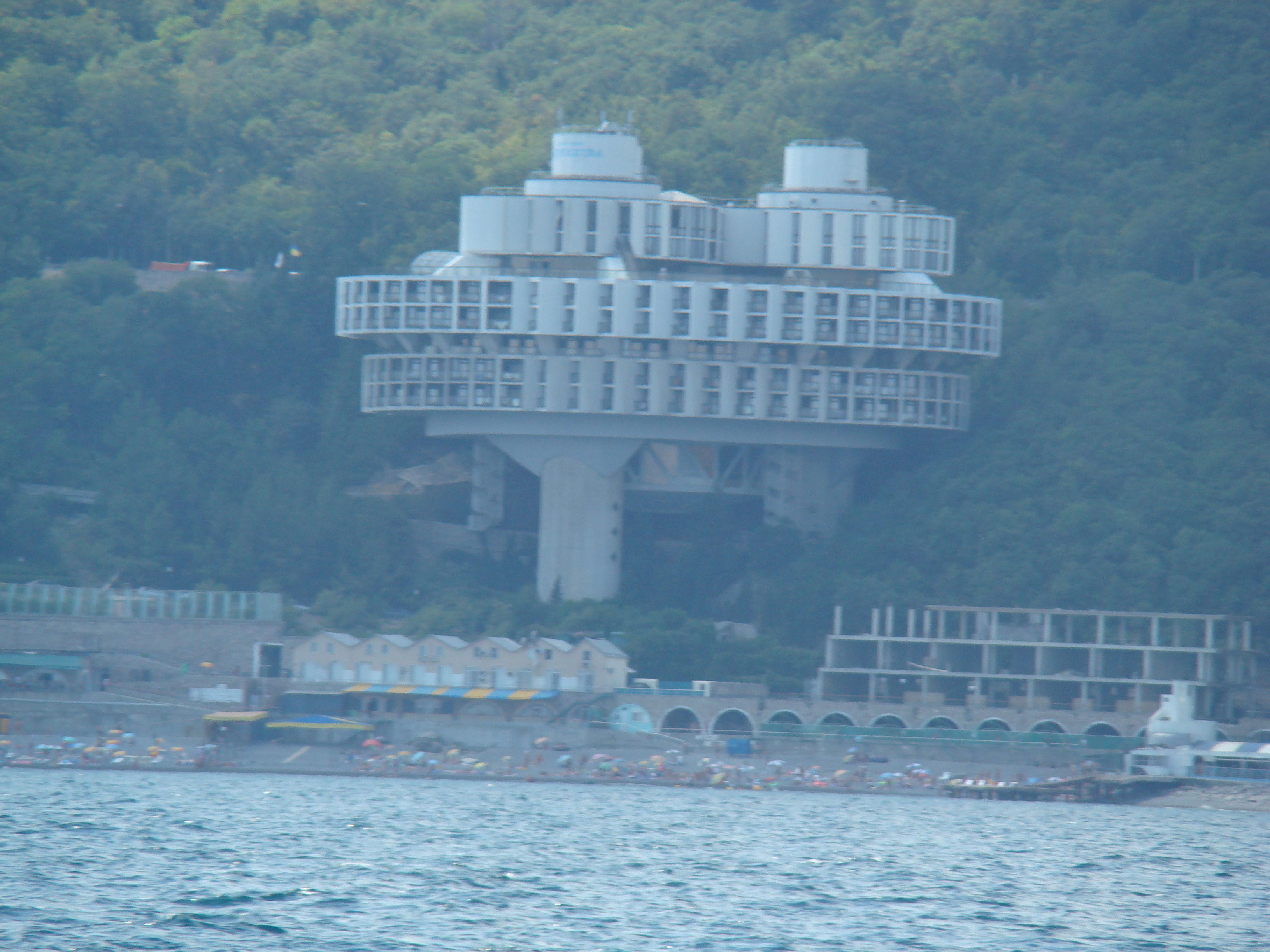
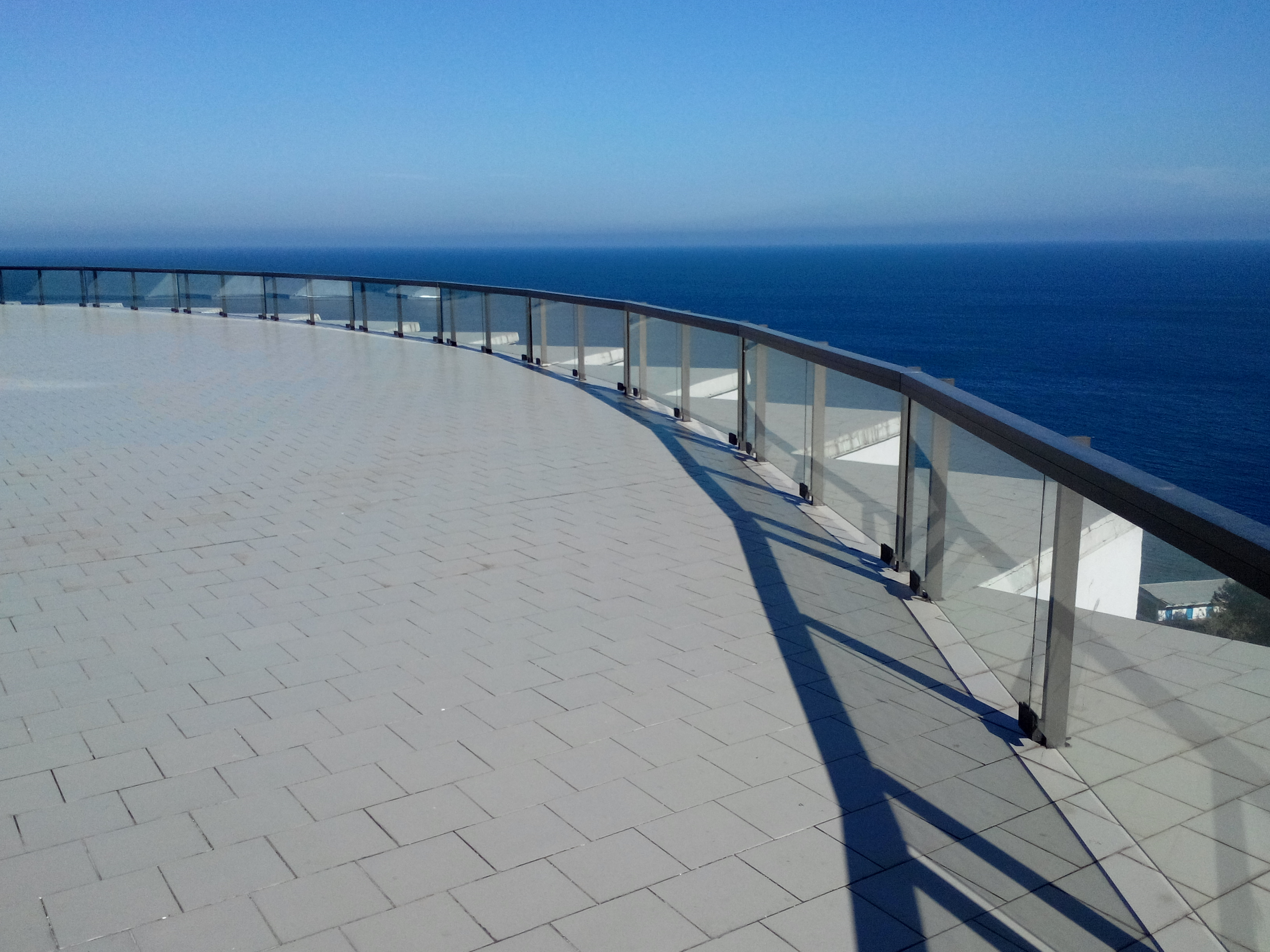